# Aleksandra Ivanovna Panina
Contessa Aleksandra Ivanovna Panina, in russo Александра Ивановна Панина? (16 febbraio 1711 – 24 febbraio 1786), è stata una nobildonna russa.

## Biografia
Era la primogenita di Ivan Vasil'evič Panin (1673-1736), e di sua moglie, Agrafena Vasil'evna Everlakova (1688-1753). La nonna materna era la sorella di Aleksandr Danilovič Menšikov e sua zia, Marija Vasil'evna, sposò il cugino di secondo grado di Pietro I, Michail Ivanovič Leont'ev.
Ricevette un'ottima educazione privata. Trascorse l'infanzia e l'adolescenza a Pärnu, dove suo padre era comandante.

## Matrimonio
Sposò, il 26 aprile 1730, Aleksandr Borisovič Kurakin (1697-1749). Ebbero nove figli:
- Anna Aleksandrovna (1731-1749);
- Tat'jana Aleksandrovna (1732-1754), sposò Aleksandr Jur'evič Neledinskij-Meleckij;
- Boris Aleksandrovič (1733-1764), sposò Elena Stepanovna Apraksina;
- Agrafena Aleksandrovna (1734-1791);
- Ekaterina Aleksandrovna (1735-1802), sposò il principe Ivan Ivanovič Lobanov-Rostov;
- Aleksandra Aleksandrovna (1736-1739)
- Natal'ja Aleksandrovna (1737-1798), sposò il principe Nikolaj Vasil'evič Repnin;
- Anastasija Aleksandrovna (1739);
- Praskov'ja Aleksandrovna (1741-1755).

Suo marito, durante il regno di Anna I, era un sostenitore di Ernst Johann von Biron. Nel 1749 Aleksandra rimase vedova.
Dopo aver perso il marito, Aleksandra visse a Mosca, dove nella sua casa si tenevano regolarmente feste, conosciute da tutta la città.

## Morte
Morì il 24 febbraio 1786 ed è sepolta nel Monastero Novospasskij.